# Antonis Petropoulos
Antonis Petropoulos (Atenas, Ática, Grecia, 28 de enero de 1986) es un futbolista de Grecia. Juega de delantero y su equipo actual es el Bari de la Serie B de Italia.

## Clubes
| Club             | País   | Temporadas    |
| ---------------- | ------ | ------------- |
| Egaleo FC        | Grecia | 2006-2007     |
| OFI Creta        | Grecia | 2007-2008     |
| Panathinaikos FC | Grecia | 2008-2013     |
| AEK Atenas       | Grecia | 2013          |
| Apollon Smyrnis  | Grecia | 2013-2014     |
| OFI Creta        | Grecia | 2014-2015     |
| Kalloni          | Grecia | 2015          |
| Bari             | Italia | 2015-presente |

- Datos: Q606353